# Salizzole
Salizzole es una localidad y comune italiana de la provincia de Verona, región de Véneto, con 3.778 habitantes.

## Evolución demográfica
| Gráfica de evolución demográfica de Salizzole entre 1861 y 2001 |
|                                                                 |
| Fuente ISTAT - elaboración gráfica de Wikipedia                 |